# Peics Sándor
Peics Sándor (Pécs, 1899. október 10. – ?, 1965) válogatott labdarúgó, balfedezet, edző.

## Családja
Szülei Peics Sándor mészárosmester és Bubregh Ilona.

## Pályafutása

### Klubcsapatban
Az Újpest csapatában mutatkozott be az élvonalban, ahonnan egyszer szerepelt a válogatottban. Rövidesen külföldre távozott. Az 1926–27-es idényben az olasz Hellas Verona FC csapatában játszott. Összesen 9 bajnoki mérkőzésen szerepelt.

### A válogatottban
1922-ben egy alkalommal szerepelt a magyar válogatottban.

### Edzőként
1935-ben az olasz harmadosztályban, a Prato SC csapatánál kezdte edzői tevékenységét. 1936-ban az AS Cosenza együttesénél másodedző, majd az US Cerignola vezetőedzője volt. Dolgozott a svájci FC La Chaux-de-Fonds csapatánál, majd visszatért Olaszországba. Az 1939–40-es idényben a másodosztályú Hellas Verona FC vezetőedzője volt. A következő szezonban a harmadosztályú AC Perugia-nál dolgozott.

## Statisztika

### Mérkőzése a válogatottban
| Magyarország | Magyarország         | Magyarország     | Magyarország | Magyarország | Magyarország | Magyarország | Magyarország | Magyarország |
| #            | Dátum                | Helyszín         | Hazai        | Eredmény     | Vendég       | Kiírás       | Gólok        | Esemény      |
| ------------ | -------------------- | ---------------- | ------------ | ------------ | ------------ | ------------ | ------------ | ------------ |
| 1.           | 1922. szeptember 24. | Bécs, Hohe Warte | Ausztria     | 2 – 2        | Magyarország | barátságos   | -            |              |
|              | Összesen             |                  |              | 1            | mérkőzés     |              | 0            | gól          |